# Catedral de Urakami
A Catedral de Santa Maria, também conhecida como Catedral de Urakami (浦上天主堂, Urakami Tenshudō) por causa da sua localização em Urakami, é uma catedral católica situada em Motoomachi, na cidade de Nagasáqui, no Japão.

## História

### Construção

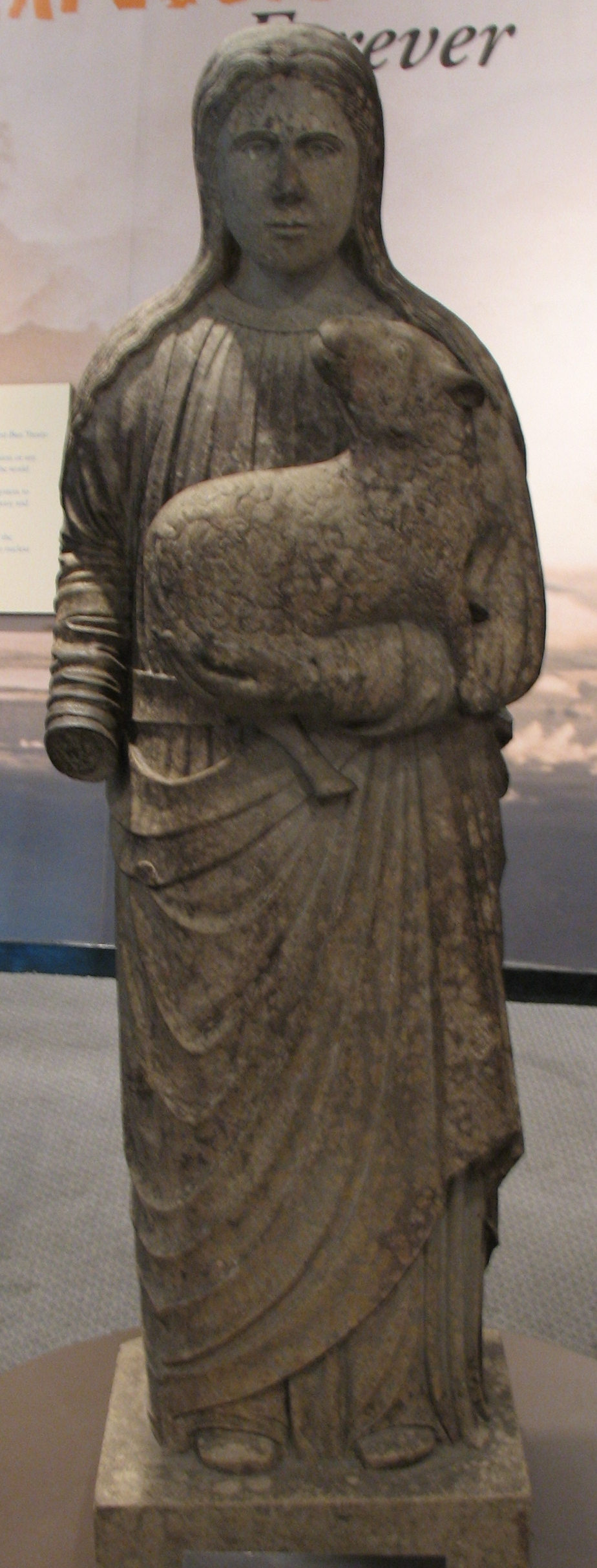
A estátua da Santa Inês de Urakami, é uma das esculturas afetadas pela bomba atómica. Atualmente, encontra-se exposta na sede da Organização das Nações Unidas.

Em 1865, o padre francês Bernard Petitjean da Sociedade para as Missões Estrangeiras de Paris descobriu que grande parte dos habitantes da aldeia Urakami eram cristãos. Entre 1869 e 1873, mais de 3 600 habitantes da aldeia foram exilados e 650 destes morreram durante o exílio. Após sete anos de exílio, os cristãos escondidos (隠れキリシタン, Kakure Kirishitan) que foram perseguidos, regressaram à sua aldeia natal em 1873 e decidiram construir a sua própria igreja.
A construção do edifício original da Catedral de Urakami no estilo neorromânico, teve início em 1895, após a duradoura proibição do cristianismo ter sido abolida. Os habitantes compraram a terra do chefe da aldeia, onde ocorreram os humilhantes interrogatórios durante dois séculos. Estes interrogatórios fumi-e exigiam que as pessoas pisassem nos ícones religiosos da Virgem Maria ou de Jesus. Os habitantes de Urakami consideravam o local apropriado, em memória da perseguição deles e dos seus antepassados no território. A construção da catedral foi iniciada pelo padre Francine e foi concluída sob a direção do padre Regani. Os coruchéus gémeos de sessenta e quatro metros de altura foram construídos em 1875. A construção da catedral foi concluída em 1925 (Taishō 14) e era considerada o maior templo católico da Ásia Oriental.

### Destruição pela bomba atómica

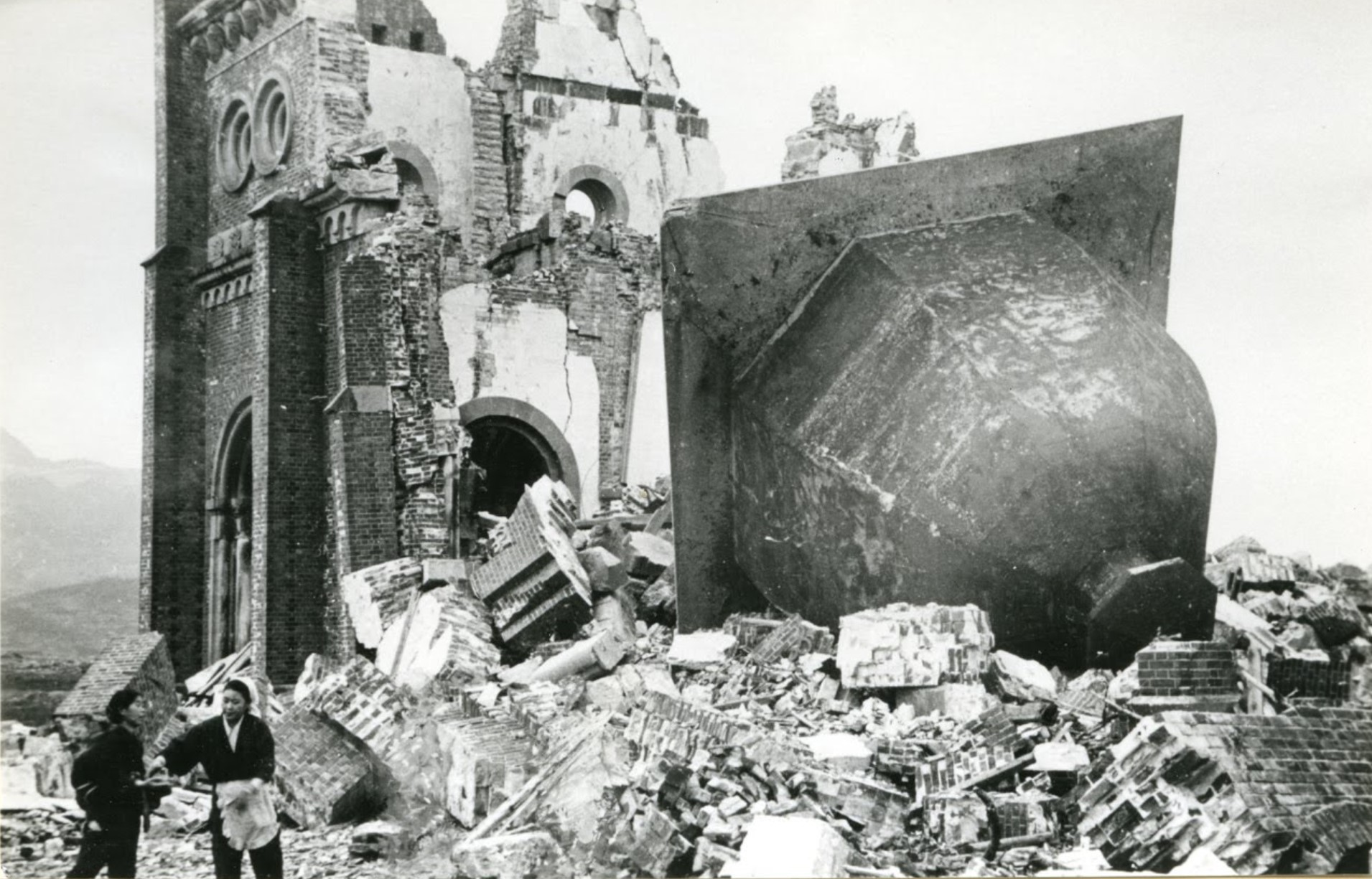
A Catedral de Urakami, vista a 7 de janeiro de 1946.

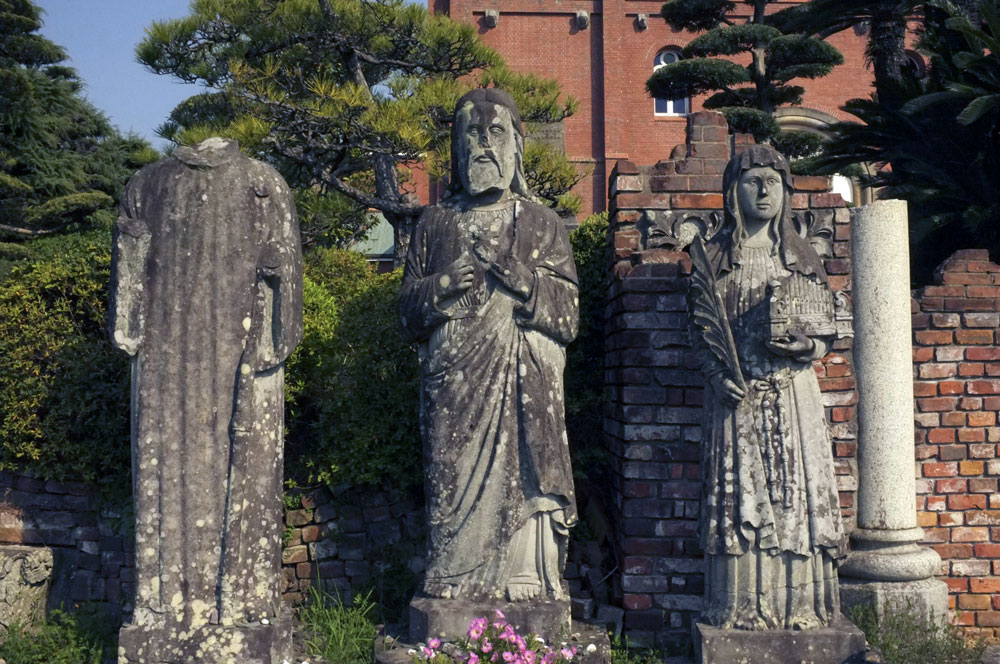
As ruínas da Catedral de Urakami, destruída pela bomba atómica.

A bomba atómica que caiu sobre Nagasáqui a 9 de agosto de 1945 explodiu a apenas 500 metros da catedral, tendo destruído-a completamente. Como a Festa da Assunção de Maria (15 de agosto) estava próxima, a missa foi realizada neste dia. O impacto da bomba atómica matou todos que estavam presentes na catedral e destruiu a estrutura do edifício religioso. O dramaturgo Tanaka Chikao escreveu a peça A Cabeça de Maria (マリアの首, Maria no kubi), com base nos esforços dos cristãos em Nagasáqui para reconstituir a sua fé através da reconstrução da Virgem Maria.

### Reconstrução
A catedral foi reconstruída em 1959, após um sério debate entre o governo da cidade de Nagasáqui e a congregação. O governo da cidade propôs a preservação da catedral destruída, como património histórico e ofereceu um novo sítio alternativo para a nova catedral. No entanto, os cristãos em Nagasáqui opuseram-se fortemente à proposta e decidiram que a catedral fosse construída no seu sítio original, como um símbolo da perseguição e sofrimento que sofreu. Em 1980, a catedral foi remodelada com a aparência semelhante do seu estilo original francês.
As estátuas e os artefactos que foram danificados pelo bombardeamento, incluindo o sino de Angelus de origem francesa, encontram-se atualmente em exposição no Museu da Bomba Atómica de Nagasáqui. Os resquícios das paredes da antiga catedral estão localizados no Parque da Paz de Nagasáqui.